# 모토로라 6847

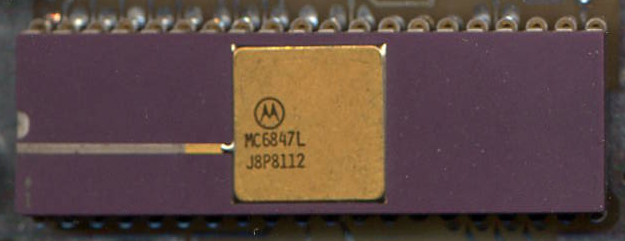
세라믹 패키지의 모토로라 MC6847.

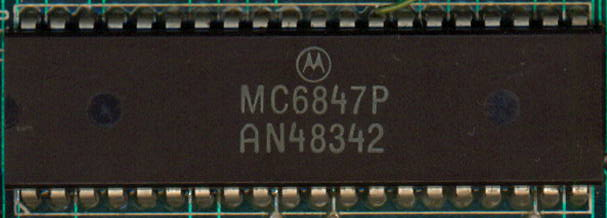
플라스틱 패키지의 모토로라 MC6847

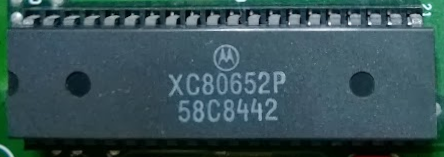
플라스틱 패키지의 모토로라 MC6847T1 (XC80652)

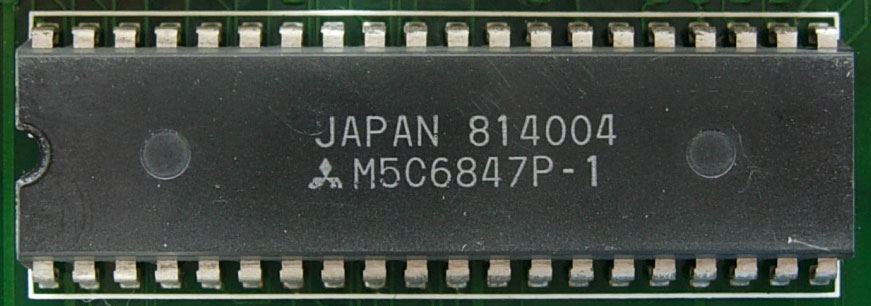
미쓰비시 클론 M5C6847

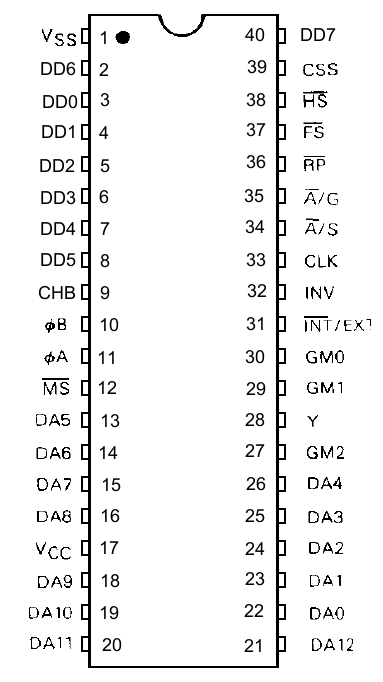
모토로라 6847 핀 배치

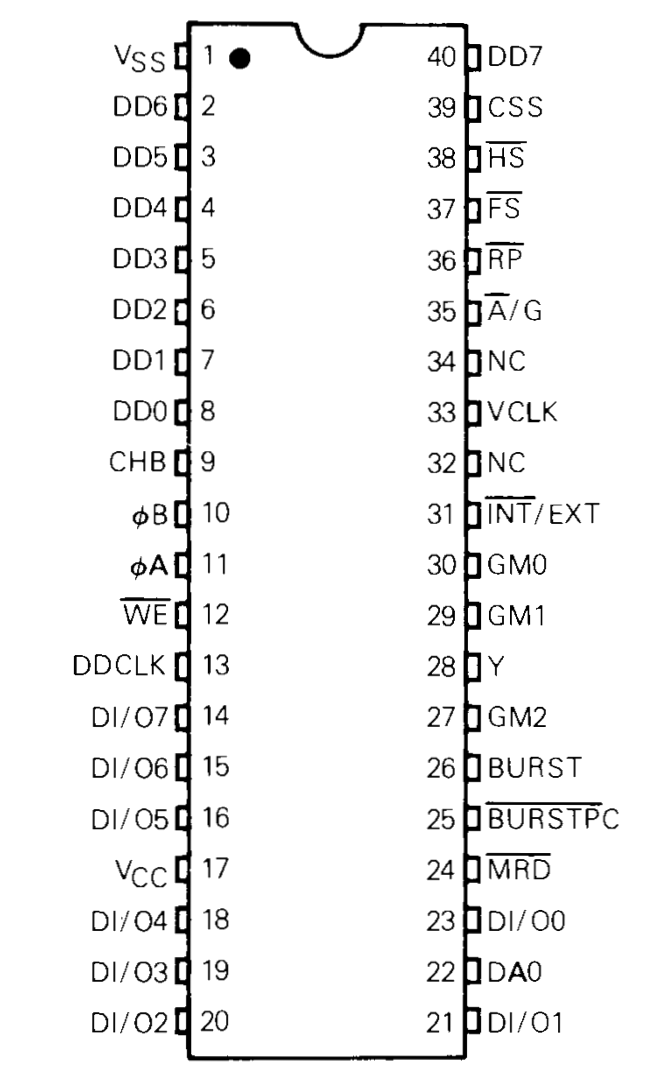
MC6847T1 핀 배치

MC6847은 모토로라가 1978년에 처음 선보인 비디오 디스플레이 제너레이터(VDG)이며 TRS-80 컬러 컴퓨터, 드래곤 32/64, 레이저 200, TRS-80 MC-10/마트라 앨리스, NEC PC-6000 시리즈, 에이콘 아톰, 학연 컴팩트 비전 TV 보이 및 APF 이매지네이션 머신 등에 사용되었다. 이 칩은 NTSC 텔레비전 출력을 위한 비교적 단순한 디스플레이 생성기로, 256 픽셀 너비에 192 라인 높이의 거의 정사각형 디스플레이 매트릭스 안에 영숫자 텍스트, 세미그래픽스, 및 래스터 그래픽스를 표시할 수 있다.
ROM에는 6비트 ASCII와 호환되는 5x7 픽셀 글꼴이 포함되어 있다. 반전 비디오 또는 유색 텍스트 (진한 녹색 바탕에 녹색; 진한 주황색 바탕에 주황색)와 같은 효과가 가능하다.
하드웨어 팔레트는 검정, 녹색, 노랑, 파랑, 빨강, 버프(거의 흰색에 가까움), 시안, 마젠타, 주황의 12가지 색상으로 구성되어 있다(추가로 진한 녹색과 진한 주황색은 모든 영숫자 텍스트 모드 문자의 잉크 색상이며, 연한 주황색은 녹색 대신 배경 색상으로 사용할 수 있다). MC6847 데이터시트에 따르면, 색상은 YPbPr 색공간을 기반으로 하는 6단계의 {\displaystyle Y}, 3단계의 {\displaystyle R-Y}(또는 {\displaystyle \phi A}), 3단계의 {\displaystyle B-Y}(또는 {\displaystyle \phi B}) 세 신호의 조합으로 형성되며, 이후 NTSC 아날로그 신호 출력으로 변환된다.
낮은 디스플레이 해상도는 텔레비전을 디스플레이 모니터로 사용해야 하는 필요성 때문이다. 디스플레이를 더 넓게 만들면 오버스캔으로 인해 문자가 잘릴 위험이 있었다. 더 많은 점들을 디스플레이 창에 압축하는 것은 텔레비전의 해상도를 쉽게 초과하여 쓸모 없게 된다.

## 변형
데이터시트에 따르면 비월주사 방식(6847)과 비비월주사 방식(6847Y)이 있으며, 6847T1(비비월주사 방식만 해당)도 있다. 칩은 세라믹(L 접미사), 플라스틱(P 접미사) 또는 CERDIP(S 접미사) 패키지로 찾을 수 있다.

## 다이 사진

MC6847 다이
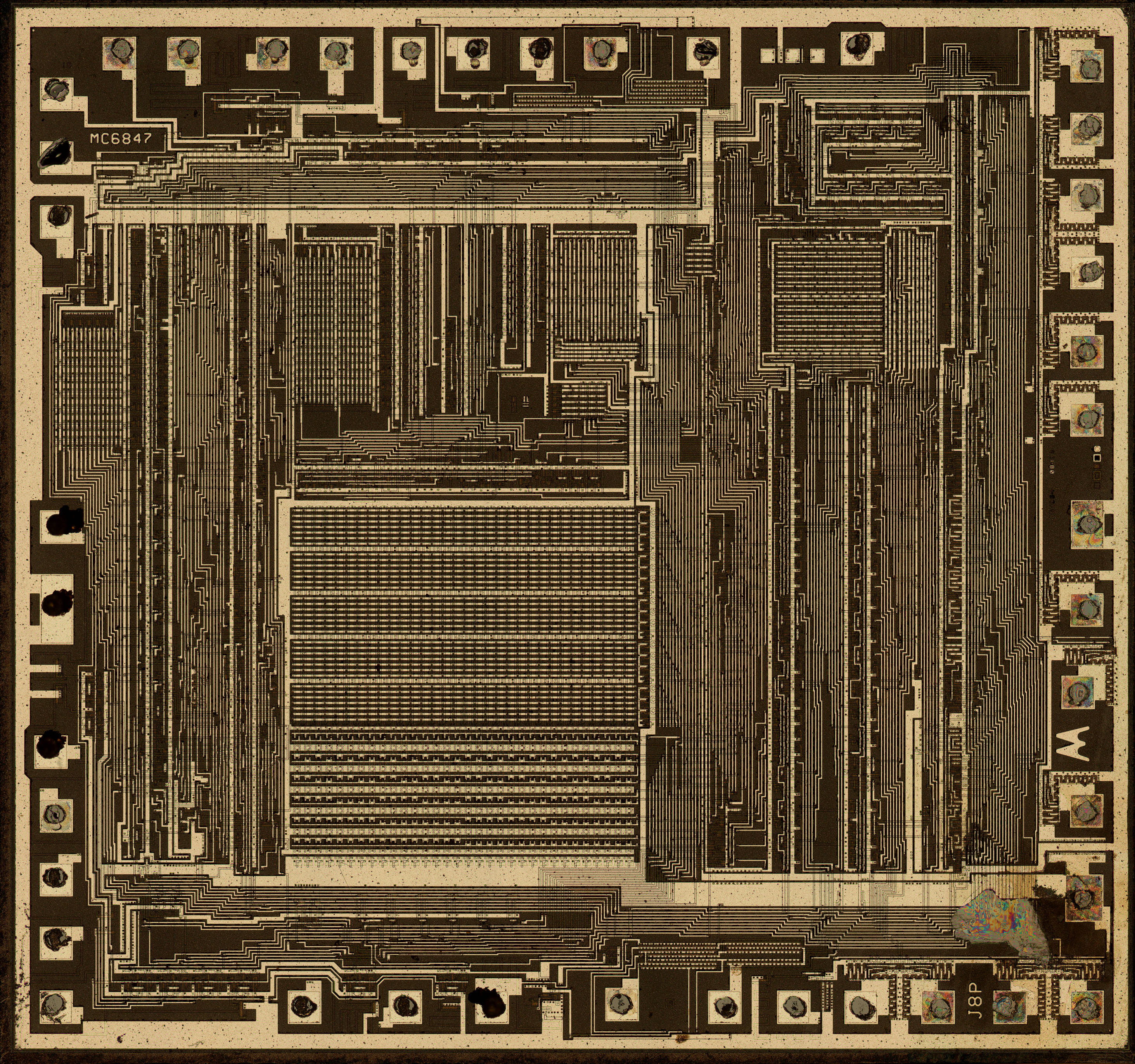
MC6847 다이 금속층
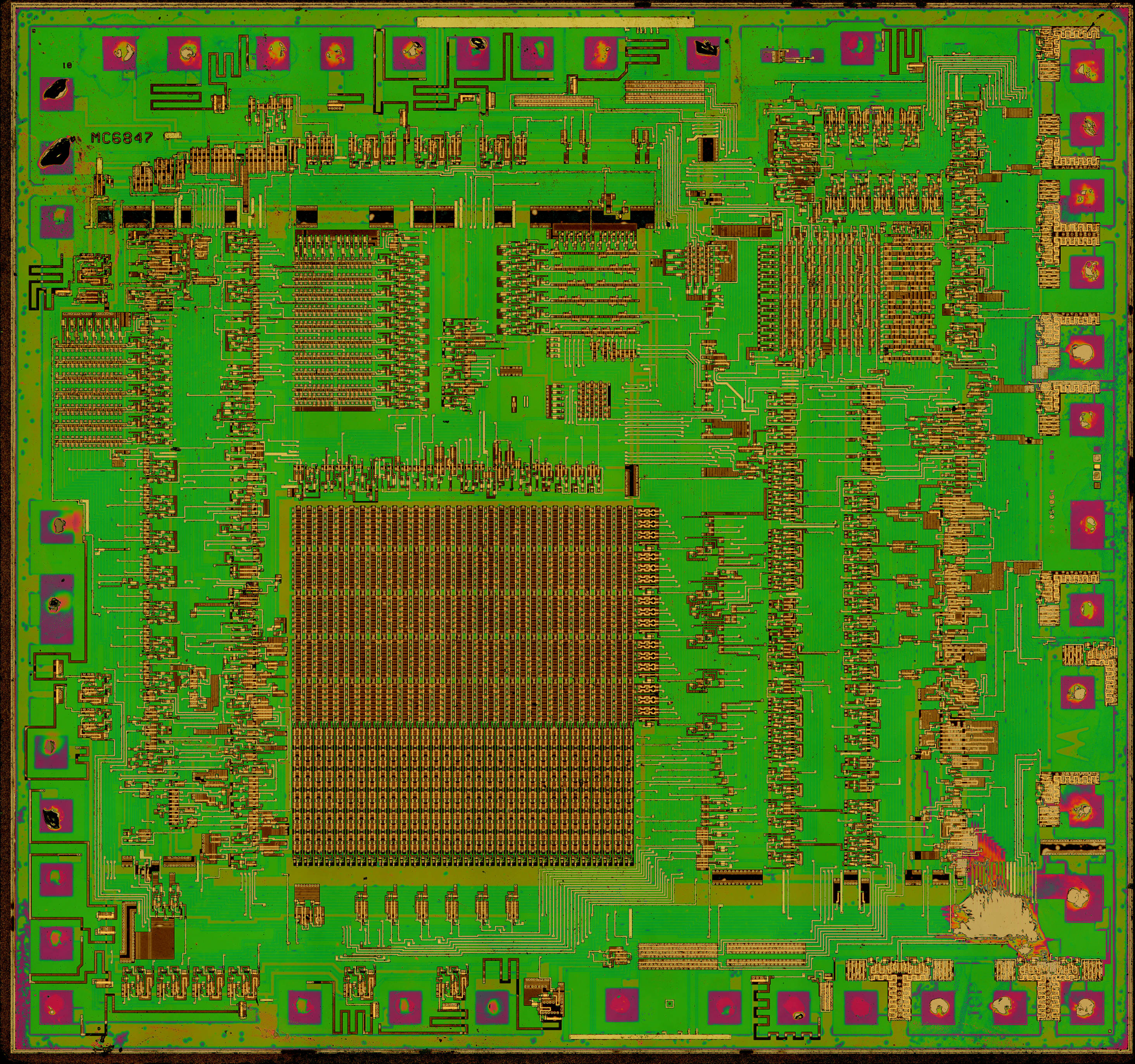
MC6847 다이 기본층

## 신호 레벨 및 색상 팔레트
이 칩은 초당 60회, 262개 라인의 한 필드로 구성된 NTSC 호환 프로그레시브 스캔 신호를 출력한다.
MC6847 데이터시트에 따르면, 색상은 YPbPr 색공간에 따라 휘도 {\displaystyle Y}와 색차 {\displaystyle \phi A} 및 {\displaystyle \phi B} 세 신호의 조합으로 형성된다. 이 신호는 TV를 직접 구동하거나 NTSC 변조기(모토로라 MC1372)와 함께 사용하여 RF 출력으로 사용할 수 있다.
{\displaystyle Y}는 "검정" = 0.72V, "흰색 저" = 0.65V, "흰색 중" = 0.54V, "흰색 고" = 0.42V 중 하나의 전압을 취할 수 있다.
{\displaystyle \phi A}(또는 {\displaystyle R-Y})와 {\displaystyle \phi B}(또는 {\displaystyle B-Y})는 "출력 저" = 1.0V, "R" = 1.5V, "입력 고" = 2.0V일 수 있다.
다음 표는 사용된 신호 값을 보여준다.
| {\displaystyle Y} | {\displaystyle \phi A} | {\displaystyle \phi B} | 근사 색상   |
| ----------------- | ---------------------- | ---------------------- | ----------- |
| 0.54              | 1.0                    | 1.0                    | 녹색        |
| 0.42              | 1.0                    | 1.5                    | 노란색      |
| 0.65              | 2.0                    | 1.5                    | 파란색      |
| 0.65              | 1.5                    | 2.0                    | 빨간색      |
| 0.42              | 1.5                    | 1.5                    | 버프        |
| 0.54              | 1.0                    | 1.5                    | 시안        |
| 0.54              | 2.0                    | 2.0                    | 마젠타      |
| 0.54              | 1.0                    | 2.0                    | 주황색      |
| 0.72              | 1.5                    | 1.5                    | 검은색      |
| 0.72              | 1.0                    | 1.0                    | 진한 녹색   |
| 0.72              | 1.0                    | 2.0                    | 진한 주황색 |

참고:
1) 표시된 색상은 최대 밝기에 맞춰 조정되었으며 근사치일 뿐이다(TV에는 BT601, 웹 페이지에는 sRGB 등 다른 색공간이 사용된다).
2) 적어도 컬러 컴퓨터 1과 2에서는 텍스트 모드의 대체 팔레트(실제로는 세미그래픽 모드의 텍스트 부분)는 연한 분홍색 바탕에 진한 분홍색(또는 진한 빨간색)이었고, 여기에 나열되지 않은 색조(및 진한 주황색 없음)였지만, 다른 칩을 사용한 컬러 컴퓨터 3에서는 주황색 바탕에 진한 주황색으로 만들었다.
이 표의 처음 8가지 색상은 문자 집합의 상위 비트에서 0에서 7까지 번호가 매겨져 있었다(비트 7이 설정되면 비트 4-6은 색상 번호를 나타냄). 그러나 ColorBASIC의 번호는 텍스트 모드에서 검은색에 0을 사용했기 때문에 1 더 높았다.

## 비디오 모드
MC6847 비디오 디스플레이 모드 가능성:
| 비디오 모드         | 비디오 모드                | 해상도                   | 색상               | 바이트 |
| ------------------- | -------------------------- | ------------------------ | ------------------ | ------ |
| 모드 1: 알파 모드   | 내부 영숫자                | 32 x 16 (8x12 픽셀 문자) | 2 (GDG 또는 ODO)   | 512    |
| 모드 1: 알파 모드   | 내부 영숫자 반전           | 32 x 16 (8x12 픽셀 문자) | 2 (GDG 또는 ODO)   | 512    |
| 모드 1: 알파 모드   | 외부 영숫자                | 32 x 16 (8x12 픽셀 문자) | 2 (GDG 또는 ODO)   | 512    |
| 모드 1: 알파 모드   | 외부 영숫자 반전           | 32 x 16 (8x12 픽셀 문자) | 2 (GDG 또는 ODO)   | 512    |
| 모드 1: 알파 모드   | 세미그래픽스 4 (SG4)       | 64 × 32                  | 9 (BGYBRWCMO)      | 512    |
| 모드 1: 알파 모드   | 세미그래픽스 6 (SG6)       | 64 × 48                  | 9 (BGYBRWCMO)      | 512    |
| 모드 2: 그래픽 모드 | 컬러 그래픽스 원 (CG1)     | 64 × 64                  | 4 (GYBR 또는 WCMO) | 1024   |
| 모드 2: 그래픽 모드 | 해상도 그래픽스 원 (RG1)   | 128 × 64                 | 2 (GW 또는 BW)     | 1024   |
| 모드 2: 그래픽 모드 | 컬러 그래픽스 투 (CG2)     | 128 × 64                 | 4 (GYBR 또는 WCMO) | 2048   |
| 모드 2: 그래픽 모드 | 해상도 그래픽스 투 (RG2)   | 128 × 96                 | 2 (GW 또는 BW)     | 1536   |
| 모드 2: 그래픽 모드 | 컬러 그래픽스 쓰리 (CG3)   | 128 × 96                 | 4 (GYBR 또는 WCMO) | 3072   |
| 모드 2: 그래픽 모드 | 해상도 그래픽스 쓰리 (RG3) | 128 × 192                | 2 (GW 또는 BW)     | 3072   |
| 모드 2: 그래픽 모드 | 컬러 그래픽스 식스 (CG6)   | 128 × 192                | 4 (GYBR 또는 WCMO) | 6144   |
| 모드 2: 그래픽 모드 | 해상도 그래픽스 식스 (RG6) | 256 × 192                | 2 (GW 또는 BW)     | 6144   |

## 문자 발생기
내장 문자 발생기 ROM은 5x7 픽셀의 64개 ASCII 문자를 제공한다. 문자는 녹색 또는 주황색으로 표시될 수 있으며, 배경은 진한 녹색 또는 주황색이며 "반전" 속성(밝은 배경에 어두운 문자)을 사용할 수 있다.
| MC6847 문자 발생기 영숫자 문자 | MC6847 문자 발생기 영숫자 문자 | MC6847 문자 발생기 영숫자 문자 | MC6847 문자 발생기 영숫자 문자 | MC6847 문자 발생기 영숫자 문자 | MC6847 문자 발생기 영숫자 문자 | MC6847 문자 발생기 영숫자 문자 | MC6847 문자 발생기 영숫자 문자 | MC6847 문자 발생기 영숫자 문자 | MC6847 문자 발생기 영숫자 문자 | MC6847 문자 발생기 영숫자 문자 | MC6847 문자 발생기 영숫자 문자 | MC6847 문자 발생기 영숫자 문자 | MC6847 문자 발생기 영숫자 문자 | MC6847 문자 발생기 영숫자 문자 | MC6847 문자 발생기 영숫자 문자 | MC6847 문자 발생기 영숫자 문자 |
|                                | 0                              | 1                              | 2                              | 3                              | 4                              | 5                              | 6                              | 7                              | 8                              | 9                              | A                              | B                              | C                              | D                              | E                              | F                              |
| ------------------------------ | ------------------------------ | ------------------------------ | ------------------------------ | ------------------------------ | ------------------------------ | ------------------------------ | ------------------------------ | ------------------------------ | ------------------------------ | ------------------------------ | ------------------------------ | ------------------------------ | ------------------------------ | ------------------------------ | ------------------------------ | ------------------------------ |
| 0x                             | @                              | A                              | B                              | C                              | D                              | E                              | F                              | G                              | H                              | I                              | J                              | K                              | L                              | M                              | N                              | O                              |
| 1x                             | P                              | Q                              | R                              | S                              | T                              | U                              | V                              | W                              | X                              | Y                              | Z                              | [                              | \                              | ]                              | ↑                              | ←                              |
| 2x                             |                                | !                              | "                              | #                              | $                              | %                              | &                              | '                              | (                              | )                              | *                              | +                              | ,                              | -                              | .                              | /                              |
| 3x                             | 0                              | 1                              | 2                              | 3                              | 4                              | 5                              | 6                              | 7                              | 8                              | 9                              | :                              | ;                              | <                              | =                              | >                              | ?                              |
| 4x                             | @                              | A                              | B                              | C                              | D                              | E                              | F                              | G                              | H                              | I                              | J                              | K                              | L                              | M                              | N                              | O                              |
| 5x                             | P                              | Q                              | R                              | S                              | T                              | U                              | V                              | W                              | X                              | Y                              | Z                              | [                              | \                              | ]                              | ↑                              | ←                              |
| 6x                             |                                | !                              | "                              | #                              | $                              | %                              | &                              | '                              | (                              | )                              | *                              | +                              | ,                              | -                              | .                              | /                              |
| 7x                             | 0                              | 1                              | 2                              | 3                              | 4                              | 5                              | 6                              | 7                              | 8                              | 9                              | :                              | ;                              | <                              | =                              | >                              | ?                              |

내부 문자 ROM은 64x35(2240비트) 매트릭스로 구성되어 있으며, 각 열은 문자를 형성하는 데 필요한 35바이트(5x7)로 이루어져 있다. 문자 비트는 열 순서로 순차적으로 저장되며, 즉 첫 번째 열의 7비트 다음에 두 번째 열의 7비트가 오는 식이다.
다음 그림은 ROM 배열 위에 겹쳐진 비트를 보여주며, 첫 번째 문자(@)의 비트는 구성을 강조하기 위해 다른 색상으로 표시되어 있다.
모토로라는 고객이 내부 ROM을 맞춤형 패턴으로 마스킹하여 MC6847을 주문할 수 있는 기회를 제공했다. 고객은 MCM2708 또는 MCM2716 PROM 또는 MDOS 형식의 8인치 단면, 단밀도 플로피 디스크로 ROM 패턴을 제공한다. 모토로라는 그 후 고객이 ROM 패턴을 확인할 수 있도록 10개의 검증 장치를 보낸다.
MC6847은 외부 문자 ROM도 지원한다. 드래곤 64의 스페인 변형인 드래곤 200-E가 좋은 예시이다. 이 기계에는 MC6847 소켓에 장착되는 도터보드가 있었고, VDG와 2532 EPROM 및 일부 디코딩 로직이 포함되어 있었다.
칩의 업데이트된 버전(MC6847T1)은 소문자를 포함한 96자 ROM을 가졌다.
여기서 기본 MC6847 및 MC6847T1 기본 문자 세트, 드래곤 200-E 문자 세트 및 드래곤 200-E 도터보드를 볼 수 있다.

문자 세트 및 외부 ROM
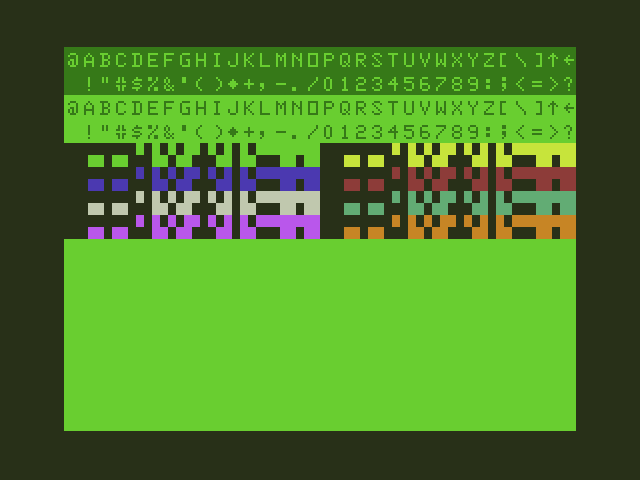
표준 문자 세트
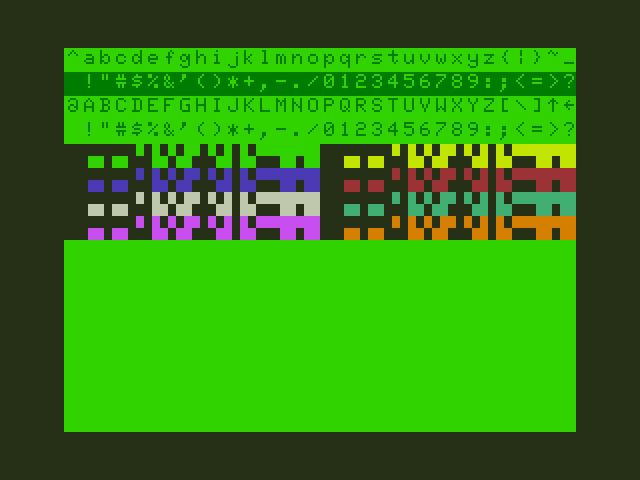
MC6847T1 표준 문자 세트
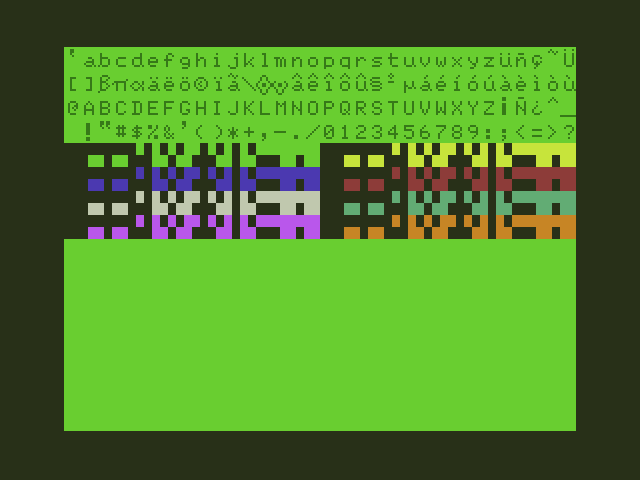
드래곤 200-E 문자 세트
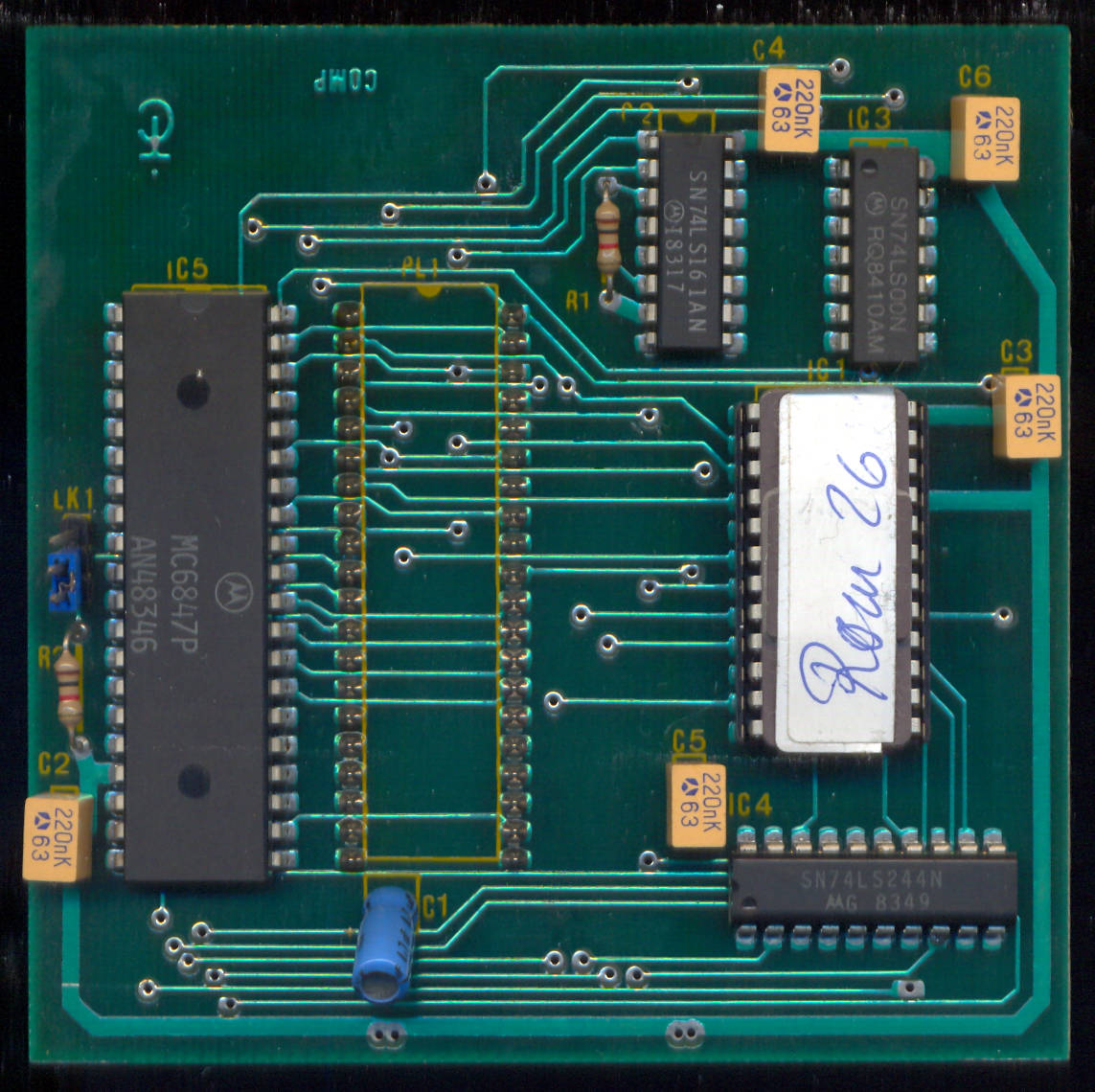
드래곤 200-E 도터보드

## 같이 보기
- 모토로라 6845, 비디오 주소 발생기
- 톰슨 EF9345
- TMS9918
- MOS 테크놀로지 VIC-II
- 비디오 하드웨어별 가정용 컴퓨터 목록